# Mounds (Oklahoma)
Mounds – miasto w Stanach Zjednoczonych, w stanie Oklahoma, w hrabstwie Creek.